# Generali Österreich
Die Generali Österreich ist eine Versicherungsgruppe in Österreich. Zu ihr zählen die Versicherungsunternehmen Generali Versicherung AG und BAWAG P.S.K. Versicherung AG sowie Generali Bank AG, Bonus Pensionskassen AG und Bonus Vorsorgekasse AG.
Sie ist Teil der italienischen Assicurazioni Generali.

## Geschichte
Im Jahr 1831 wurde in Triest die „Assicurazioni Generali Austro-Italiche“ gegründet und 1832 eine Niederlassung in Wien eröffnet. 1882 expandierte das Unternehmen mit der Gründung der „Ersten Österreichischen Allgemeinen Unfall-Versicherungs-Gesellschaft“. Von 1886 bis 2006 notierte die Aktie an der Wiener Börse. 1907 wurde die Europäische Reiseversicherung AG gegründet.
Nach dem Verlust zahlreicher Unternehmen in Osteuropa infolge des Zweiten Weltkriegs erfolgte ab 1989 mit dem Markteintritt in Ungarn der Neustart der Generali in den Ländern Zentral- und Osteuropas – gesteuert von der Generali Holding Vienna AG. Zum weiteren Aufbau in dieser Region wurden die CEE-Agenden 2007 an die Muttergesellschaft übergeben.
Generali und Erste Allgemeine wurden in den 1990er Jahren unter der einheitlichen Marke „Generali“ zusammengeführt. 2004 wurde auch die Interunfall Versicherung in die Generali integriert. 2007 übernahm die Generali Holding Vienna AG die Mehrheit an der BAWAG P.S.K. Versicherung AG.
Seit 2024 ist die Generali Österreich eine eigene Geschäftseinheit innerhalb der Generali Group.
Die Geschichte der Generali Österreich ist in ihrem historischen Archiv in Wien, Landskrongasse 1–3, dokumentiert und für Interessierte zugänglich.

## Kennzahlen
Die Generali Österreich erzielte 2024 ein Prämienaufkommen von 3,1 Mrd. Euro. Davon entfielen auf die Schaden- und Unfallversicherung 1,9 Mrd. Euro, auf die Lebensversicherung 833 Mio. Euro und auf die Krankenversicherung 413 Mio. Euro. 2024 beschäftigte die Generali rund 4.600 Mitarbeiter in Österreich.